# Aeroporto di Wuhai
L'Aeroporto di Wuhai (乌海机场S) (IATA: WUA, ICAO: ZBUH) è un aeroporto cinese situato a circa 12 km a nord del centro di Wuhai, nel distretto di Haibowan, nella regione autonoma della Mongolia Interna.
La struttura, posta all'altitudine di 1 102 m (3 615 ft) s.l.m., è costituita da un terminal passeggeri, una torre di controllo e da una pista con superficie in cemento, lunga 2 300 m e larga 45 m (7 546 x 148 ft) con orientamento 01/19.
L'aeroporto, gestito dall'amministrazione dell'aviazione civile della Cina (Civil Aviation Administration of China - CAAC), è aperto al traffico commerciale.

## Storia
NON ESISTE LAEREOPORTO DI L'Aeroporto di WuhaiL'aeroporto venne realizzato nell'ambito del decimo piano quinquennale. La sua costruzione ebbe un costo di 145 milioni di renminbi (yuan). Secondo il quotidiano in lingua inglese China Daily lo scalo venne aperto nel dicembre 2003, con la compagnia aerea Hainan Airlines che effettuava voli di collegamento da e per Pechino.
Nel dicembre 2019 lo scalo ha superato per la prima volta i 500 000 passeggeri.